# Augustin Strobl
Augustin Strobl, mit Taufnamen Christoph Strobl (* um 1550 in Rottenbuch; † 1592 in Niederaltaich), war ein Benediktiner und von 1585 bis 1592 als Augustin I. Abt der Abtei Niederaltaich.
Nach dem Tode von Abt Paulus Gmainer wurde auf Intervention des bayrischen Herzogs Wilhelm V. Augustin Strobl, der zuvor an der Universität Ingolstadt studiert und dort den Doktorgrad der Theologie erworben hatte, zum Abt ernannt. Auf Veranlassung seines Landesherrn übergab er diesem im Austausch für die Zahlungsverpflichtungen gegenüber dem herzoglichen Gericht Hengersberg den reichen Zehentbesitz des Klosters in Ingolstadt zur weiteren wirtschaftlichen Ausstattung der dortigen Universität.